# Dominika Paleta

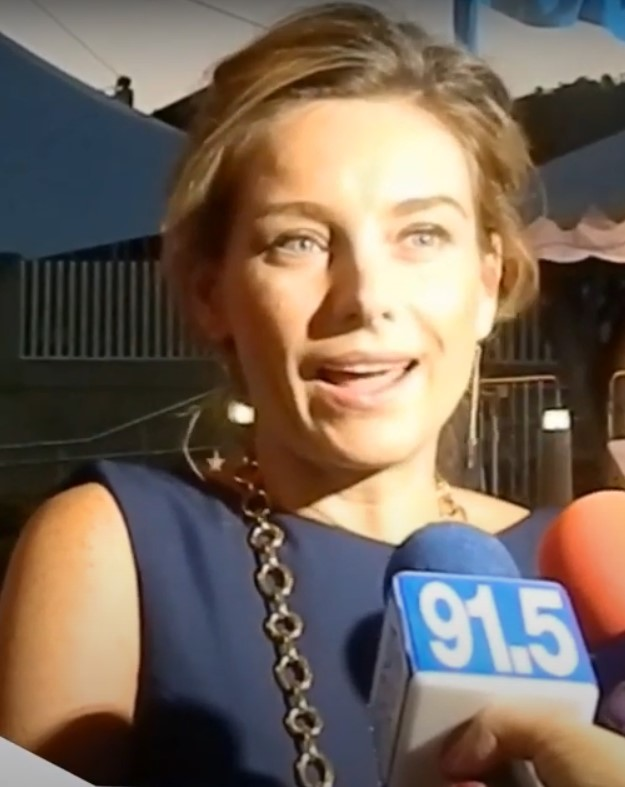
Dominika Paleta, 2015

Dominika Paleta (* 23. Oktober 1972 in Krakau) ist eine polnisch-mexikanische Schauspielerin und Model.

## Biografie
Dominika Paleta wurde im Jahre 1972 in Krakau geboren. Ihr Vater ist der Musiker Zbigniew Paleta. Ihre Mutter war Barbara Paciorek-Paleta. Die Familie wanderte in den 1980er-Jahren nach Mexiko aus, als dem Vater dort ein berufliches Engagement angeboten wurde.
Im Kindesalter nahm Paleta zusammen mit ihrer Schwester Ludwika Paleta, die ebenfalls Schauspielerin ist, an einem Vorsprechen in Mexiko teil. Paleta studierte Kunstgeschichte an der Universidad Iberoamericana. Seit 1992 ist sie als Schauspielerin tätig. Sie spricht fließend Englisch, Polnisch und Spanisch.

## Privates
Im Jahre 2000 heiratete sie den uruguayischen Schauspieler Fabián Ibarra. Aus dieser Ehe gingen die beiden Töchter Maria Ibarra Paleta und Aitana Ibarra Paleta hervor. Die Familie lebt in Mexiko-Stadt.

## Filmografie
- 1997: Amada enemiga (Fernsehserie)
- 1998: La usurpadora (Fernsehserie)
- 1999: Tres mujeres (Fernsehserie)
- 1999: Alma rebelde (Fernsehserie)
- 1999: Camino a casa (TV-Miniserie)
- 2000: Locura de amor (Fernsehserie)
- 2000: Por un beso (Fernsehserie)
- 2000: Mujer, casos de la vida real (Fernsehserie)
- 2001: La intrusa (Fernsehserie)
- 2003: Ladies’ Night
- 2003: El Alma Herida (Fernsehserie)
- 2005: La noche de siempre (Kurzfilm)
- 2005: Yo estaba ocupada encontrando respuestas, mientras tú simplemente seguías con la vida real (Kurzfilm)
- 2005: Los Plateados (Fernsehserie)
- 2007: Trece miedos (Fernsehserie)
- 2008: El Juramento (Fernsehserie)
- 2008–2009: Mañana es para siempre (Fernsehserie)
- 2010: Reminiscencia (Kurzfilm)
- 2010: Mujeres asesinas (Fernsehserie)
- 2010–2011: Triunfo del amor (Fernsehserie)
- 2011: Familienträume (La otra familia)
- 2011: Erinnerung an meine traurigen Huren (Memoria de mis putas tristes)
- 2013–2014: Por siempre mi amor (Fernsehserie)
- 2015: Villa, itinerario de una pasión
- 2015–2016: Antes muerta que Lichita (Fernsehserie)
- 2016: El hotel de los secretos (Fernsehserie)
- 2018: Según Bibi (Fernsehserie)
- 2019: Un Papá Pirata
- 2019: Noches con Platanito (Fernsehserie)
- 2020: Run Coyote Run (Fernsehserie)
- 2020: Historia de un Crimen: La Busqueda (TV-Miniserie)
- 2021: Karem, la posesión
- 2022: Pena Ajena (Fernsehserie)
- 2022: Mirreyes contra Godinez 2
- 2023: El extraño caso del fantasma claustrofóbico
- 2023: Prime Time (Horario estelar, Fernsehserie)
- 2023: Más alla de ti (Fernsehserie)